# Friedrich Nikolai Russow
Friedrich Nikolai Russow (* 2. Apriljul. / 14. April 1828greg. in Tallinn; † 9. Julijul. / 22. Juli 1906greg. in Sankt Petersburg) war ein estnischer Museologe, Journalist, Publizist, Dichter und Künstler.

## Leben
Russow ging in Paide und Tallinn zur Schule und studierte von 1847 bis 1851 an der Universität von Sankt Petersburg Rechtswissenschaft. Danach arbeitete er bis 1863 auf verschiedenen Posten in der Gouvernementsverwaltung in Tallinn. Ab 1863 hatte er staatliche Stellungen in Sankt Petersburg inne, wo er auch starb.
Von 1863 bis 1885 war er Sekretär der staatlichen Bergbauverwaltung in Russland, von 1886 bis 1899 Konservator der Abteilung für Gravuren und Zeichnungen an der kaiserlichen Eremitage, parallel dazu von 1865 bis 1905 Konservator des ethnographischen Museums der Sankt Petersburger Akademie der Wissenschaften, dessen Direktor zum damaligen Zeitpunkt der ebenfalls aus Tallinn gebürtige Anton Schiefner war. Offiziell war er zwar nur Stellvertreter; da der Amtsinhaber aber verstorben und kein Nachfolger ernannt worden war, war er als ihr einziger Angestellter inhaltlich der Leiter der Abteilung.

## Tätigkeit
Russow interessierte sich frühzeitig für die estnische Kultur und sammelte estnische Volkslieder, von denen einige in der dreibändigen Sammlung von Alexander Heinrich Neus (1850–1852) abgedruckt sind. Zwischen 1854 und 1857 publizierte er zwölf Hefte eines Periodikums Tallinna koddaniko ramat omma söbbradele male (‚Eines Tallinner Bürgers Buch für seine Freunde auf dem Lande‘), das Nachrichten aus dem Krimkrieg lieferte und als das erste estnische politische Nachrichtenmagazin bezeichnet worden ist.
1860 gründete er gemeinsam mit Wilhelm Greiffenhagen in Tallinn die Revalsche Zeitung, die zwar deutschsprachig war, sich aber vor allem für die Belange der estnischen Bevölkerung einsetzte. Nach Russows Umzug nach Sankt Petersburg verlor das Blatt jedoch, was die estnische nationale Emanzipation betraf, schnell an Bedeutung. Dagegen war es bis 1940 eine der wichtigsten Zeitungen der deutschbaltischen Minderheit in Estland.
Russows politisches Engagement zeigte sich in einer Eingabe an den russischen Innenminister, in der er die rüde Behandlung der estnischen Bauern im Zusammenhang mit dem Bauernaufstand in Mahtra 1858 anprangerte. Da er bei der Gouvernementsverwaltung für die Übersetzungen ins Estnische zuständig war, hatte er Zugang zu ausführlichem Hintergrundmaterial. Er versorgte auch den Schriftsteller Eduard Vilde mit diesbezüglichen Informationen, der ihn daraufhin indirekt in seinen Roman Kui Anija mehed Tallinnas käisid (‚Als die Männer aus Anija nach Tallinn kamen‘) einarbeitete. Einer brieflichen Mitteilung von Schiefner zufolge soll Russow 1862 sogar als Bürgermeisterkandidat für Narva im Gespräch gewesen sein.
Russow gehörte zu den so genannten „Petersburger Patrioten“, wie eine in der Hauptstadt des Russischen Kaiserreiches tätige Gruppe von Esten genannt wurde, die sich für eine stärkere nationale Selbstbestimmung ihres Heimatlandes engagierten. Zu ihnen gehörten u. a. auch der Maler Johann Köler und Philipp Karell, einer der Leibärzte der Zaren Nikolaus I. und Alexander II.
Mit Johann Köler lebte er zeitweilig unter einem Dach, und bei ihm hat er auch Malstunden genommen. Bekannt sind von ihm vor allem diverse Stadtansichten. Außerdem wirkte er als Buchillustrator.

## Literarisches Werk
Russows eigenes literarisches Werk ist relativ schmal und beschränkt sich auf ein paar Gedichtpublikationen, die jedoch wegen ihrer Form – teilweise verwendete er das Metrum der alten estnischen Volksdichtung – hervorzuheben sind. Seine Bedeutung für die estnische Literatur liegt eher im organisatorischen und publizistischen Bereich. Besonders wichtig war er für Friedrich Reinhold Kreutzwald, dessen erste Märchen er 1860 publizierte und illustrierte. Geplant waren weitere Lieferungen, die jedoch durch Russows vielfältige andere Aktivitäten nicht zustande kamen, zu allem Überfluss ging bei Russow auch noch ein Teil des Manuskripts verloren. Die Folgelieferungen kamen erst 1864 und 1865 bei Laakmann in Tartu heraus, eine vollständige Gesamtausgabe dann 1866 in Helsinki bei der Finnischen Literaturgesellschaft. Allerdings fungierte Russow als Anreger einer Übersetzung von Kreutzwalds Märchen ins Deutsche, die 1869 schließlich – nach Vermittlung von Schiefner – in Halle erschien.

## Bibliografie
- Söalaul Eestimaa tüttarlastele ('Kriegsliled für die Töchter Estlands'). Tallinn: s.n. 1854. 4 S.
- Ued kandlekeled ('Neue Zithersaiten'). Tallinn: s.n. 1854. 22 S.
- Russische Landschafts- und Lebensbilder. Reval: Lindfors‘ Erben 1864. 128 S.